# Distretto di Thong Saen Khan
Il distretto di Thong Saen Khan (in thailandese: ทองแสนขัน) è un distretto (amphoe) della Thailandia, situato nella provincia di Uttaradit.